# Iberische groene specht
De Iberische groene specht (Picus sharpei) is een vogelsoort uit de familie van de spechten (Picidae). De soortaanduiding sharpei is een eerbetoon aan de Britse ornitholoog Richard Bowdler Sharpe.

## Verspreiding en leefgebied
Deze middelgrote soort is endemisch op het Iberisch Schiereiland.

## Status
De grootte van de populatie wordt geschat op 488.000 tot 938.000 volwassen vogels. Op de Rode lijst van de IUCN heeft deze soort de status niet bedreigd.
Japanse groene specht (P. awokera) ·
grijskopspecht (P. canus) ·
kleine geelkuifspecht (P. chlorolophus) ·
Sumatraanse grijskopspecht (P. dedemi) ·
zwartkopspecht (P. erythropygius) ·
vuurvleugelspecht (P. puniceus) ·
roodkraagspecht (P. rabieri) ·
Iberische groene specht (P. sharpei) ·
geschubde groene specht (P. squamatus) ·
Levaillants specht (P. vaillantii) ·
Birmese schubbuikspecht (P. viridanus) ·
groene specht (P. viridis) ·
grote schubbuikspecht (P. vittatus) ·
kleine schubbuikspecht (P. xanthopygaeus)